# Southwest Harbor (Maine)
Southwest Harbor – jednostka osadnicza w Stanach Zjednoczonych, w stanie Maine, w hrabstwie Hancock.